# یواس‌اس پرومتئوس (۱۸۱۴)
یواس‌اس پرومتئوس (۱۸۱۴) (به انگلیسی: USS Prometheus (1814)) یک کشتی بود که طول آن ۸۲ فوت (۲۵ متر) بود.